# Олекминський заповідник
58°39′22″ пн. ш. 122°15′28″ сх. д. / 58.656058333333° пн. ш. 122.25766666667° сх. д.
Олекминський заповідник (рос. Олёкминский заповедник) — заповідник у Росії, розташований на південь від середньої течії річки Лена на правому березі її другої за водністю притоки — річки Олекма на межі Алданського нагір'я та Приленського плато в Олекминському районі Республіка Саха (Якутія). Територія віддалена і відносно незаймана, знаходиться за 80 км від найближчого міста.

## Топографія
Заповідник знаходиться у передгір'ях південно-західної Якутії, на Приленсько-Алданському плато, прорізаному річковими долинами. Основними річками Приленського плато є річка Тулба та Амга. У межах заповідника знаходиться 85 потоків і річок, що мають довжину 3 — 110 км, що є притоками Олекми, Тулби та Амги.

## Клімат та екорегіон
Олекма знаходиться в екорегіоні східносибірської тайги. Екорегіон охоплює територію між річками Єнісей та Лена аж до Охотського моря. Його північна межа досягає Північного Полярного кола, а південна межа 52 ° N. Домінуюча рослинність — легка хвойна тайга з модриною даурською Larix gmelinii. Екорегіон багатий на корисні копалини.
Клімат Олекми — субарктичний, без посушливого сезону (Класифікація кліматів Кеппена. Субарктичний клімат (Dfc)). Цей клімат характеризується м'яким літом (лише на 1-3 місяці вище 10 ° C) і холодною, сніжною зимою (найхолодніший місяць нижче -3 ° C). . Постійний сніговий покрив встановлюється в середині жовтня і тримається приблизно 210 днів при середній висоті 30-40 см, на півдні 70-80 см. Середньорічна кількість опадів становить 400—500 мм.

## Флора і фауна
Майже вся територія заповідника (87,9 %) покрита лісом, головним чином світлохвойним. У заповіднику виявлено понад 650 видів судинних рослин, понад 40 видів ссавців, близько 180 видів птахів, з яких понад 100 видів гніздиться на території заповідника, 2 види рептилій, 3 види амфібій і 18 видів риб.
На території заповідника є археологічні пам'ятники — наскальний живопис.